# Dyskografia Andrzeja Piasecznego
Dyskografia Andrzeja Piasecznego – polskiego piosenkarza wykonującego muzykę popową.

## Twórczość muzyczna

### Albumy studyjne
| 1998 | Piasek - Data: 14 stycznia 1998 - Wydawca: BMG Poland - Format: CD, digital download                                                    | –  | - POL: platynowa płyta    | - POL: 100 000+ |
| 2000 | Popers - Data: 16 lutego 2000 - Wydawca: BMG Poland - Format: CD, digital download                                                      | –  |                           |                 |
| 2003 | Andrzej Piaseczny - Data: 10 listopada 2003 - Wydawca: BMG Poland - Format: CD, digital download                                        | 13 |                           |                 |
| 2005 | Jednym tchem - Data: 19 września 2005 - Wydawca: Sony BMG - Format: CD, digital download                                                | 1  | - POL: platynowa płyta    | - POL: 30 000+  |
| 2008 | 15 dni - Data: 7 kwietnia 2008 - Wydawca: Sony BMG - Format: CD, digital download                                                       | 7  | - POL: platynowa płyta    | - POL: 30 000+  |
| 2009 | Spis rzeczy ulubionych - Data: 30 marca 2009 - Wydawca: Sony Music - Format: CD, digital download                                       | 1  | - POL: 2× platynowa płyta | - POL: 80 000+  |
| 2011 | W blasku światła (oraz Stanisław Sojka) - Data: 15 kwietnia 2011 - Wydawca: QM Music - Format: CD, digital download                     | –  |                           |                 |
| 2012 | To co dobre - Data: 23 stycznia 2012 - Wydawca: Sony Music - Format: CD, digital download                                               | 1  | - POL: platynowa płyta    | - POL: 30 000+  |
| 2012 | Zimowe piosenki (oraz Seweryn Krajewski) - Data: 13 listopada 2012 - Wydawca: Sony Music - Format: CD, digital download                 | 1  | - POL: platynowa płyta    | - POL: 30 000+  |
| 2015 | Kalejdoskop - Data: 24 marca 2015 - Wydawca: Sony Music - Format: CD, digital download                                                  | 2  | - POL: platynowa płyta    | - POL: 30 000+  |
| 2017 | O mnie, o tobie, o nas - Data: 13 października 2017 - Wydawca: Sony Music - Format: CD, digital download                                | 2  | - POL: złota płyta        | - POL: 15 000   |
| 2021 | 50/50 - Data: 7 maja 2021 - Wydawca: Mystic Production - Format: CD, digital download                                                   | 4  |                           |                 |
| 2023 | Jeszcze zanim święta (oraz Kacper Dworniczak) - Data: 17 listopada 2023 - Wydawca: Agora S.A./Impres Jot - Format: CD, digital download | 6  |                           |                 |
|      | „–” album nie był notowany. |    |                           |                 |

### Albumy kompilacyjne
| Tytuł | Dane dot. albumu                                   | Pozycja na liście |
| Tytuł | Dane dot. albumu                                   | POL               |
| ----- | -------------------------------------------------- | ----------------- |
| 25+   | - Data: 26 października 2018 - Wydawca: Sony Music | 4                 |

### Albumy koncertowe
| Tytuł                                                   | Dane dot. albumu                                | Pozycja na liście | Sprzedaż        | Certyfikat                |
| Tytuł                                                   | Dane dot. albumu                                | POL               | Sprzedaż        | Certyfikat                |
| ------------------------------------------------------- | ----------------------------------------------- | ----------------- | --------------- | ------------------------- |
| Na przekór nowym czasom – live (oraz Seweryn Krajewski) | - Data: 30 listopada 2009 - Wydawca: Sony Music | 2                 | - POL: 60 tys.+ | - POL: 2× platynowa płyta |

### Single
| „Pocztówka do Świętego Mikołaja” (oraz Anna Maria Jopek i Dorota Miśkiewicz)    | 1996 | –  | 30 | –  | – | –  | –  | –                                      |
| „Mocniej”                                                                       | 1997 | –  | 25 | 42 | – | 3  | –  |                                        |
| „Jeszcze bliżej”                                                                | 1998 | –  | 40 | –  | – | –  | –  |                                        |
| „Dalej!… obok nas”                                                              | 1998 | –  | 46 | –  | – | –  | –  | Piasek                                 |
| „Wciąż bardziej obcy” (gościnnie: Jan Borysewicz)                               | 1998 | –  | 34 | –  | – | –  | –  | Piasek                                 |
| „Kochać masz”                                                                   | 1999 | –  | –  | 55 | – | –  | –  | –                                      |
| „Częściej proszę”                                                               | 1999 | –  | –  | –  | – | –  | –  | Popers                                 |
| „Miłość podglądaczy”                                                            | 2000 | –  | –  | –  | – | 10 | –  | Popers                                 |
| „Pół mnie ciebie pół” (gościnnie: Ewa Bem)                                      | 2000 | –  | –  | –  | – | –  | –  | Popers                                 |
| „Z kimś takim”                                                                  | 2001 | –  | –  | –  | – | 15 | –  | –                                      |
| „2 Long”                                                                        | 2001 | –  | –  | –  | – | –  | –  | –                                      |
| „Wszystko trzeba przeżyć”                                                       | 2003 | –  | –  | –  | – | –  | –  | Andrzej Piaseczny                      |
| „Szczęście jest blisko”                                                         | 2003 | –  | –  | –  | – | –  | –  | Andrzej Piaseczny                      |
| „Teraz płacz”                                                                   | –    | –  | –  | 4  | – | –  |    | Andrzej Piaseczny                      |
| „Jedna na milion”                                                               | 2004 | –  | 34 | –  | – | –  | –  | Andrzej Piaseczny                      |
| „Kolęda dwóch serc” (oraz Mieczysław Szcześniak, Kuba Badach i Andrzej Lampert) | 2004 | –  | 33 | –  | – | –  | –  | –                                      |
| „Jednym tchem”                                                                  | 2005 | –  | 31 | –  | 7 | 13 | –  | Jednym tchem                           |
| „Z głębi duszy”                                                                 | 2005 | –  | 37 | –  | 1 | –  | –  | Jednym tchem                           |
| „Tej nocy”                                                                      | 2005 | –  | –  | –  | 4 | –  | –  | Jednym tchem                           |
| „I jeszcze...”                                                                  | 2006 | 2  | 50 | –  | 1 | –  | –  | Jednym tchem                           |
| „15 dni”                                                                        | 2008 | –  | –  | –  | 3 | 1  | –  | 15 dni                                 |
| „Komu potrzebny żal”                                                            | 2008 | –  | –  | –  | 1 | 1  | –  | 15 dni                                 |
| „Chodź, przytul, przebacz”                                                      | 2009 | –  | –  | –  | 1 | 1  | 5  | Spis rzeczy ulubionych                 |
| „Rysowane tobie"                                                                | 2009 | –  | –  | –  | 1 | –  | 9  | Spis rzeczy ulubionych                 |
| „Gdybym nie zdążył”                                                             | 2009 | –  | –  | –  | – | –  | 27 | Spis rzeczy ulubionych                 |
| „Chcieć i już”                                                                  | 2010 | –  | –  | –  | 1 | –  | –  | Spis rzeczy ulubionych                 |
| „Śniadanie do łóżka”                                                            | 2010 | 1  | –  | –  | 1 | –  | –  | Śniadanie do łóżka (ścieżka dźwiękowa) |
| „W mroku jest tyle światła” (gościnnie: Stanisław Sojka)                        | 2011 | –  | –  | –  | – | –  | –  | W blasku światła                       |
| „To co dobre, to co lepsze”                                                     | 2011 | –  | –  | –  | 2 | 10 | –  | To co dobre                            |
| „Z dwojga ciał”                                                                 | 2012 | –  | –  | –  | 1 | –  | –  | To co dobre                            |
| „Most na dnie serca”                                                            | 2012 | –  | –  | –  | 4 | –  | –  | To co dobre                            |
| „Wiatr w skrzydła”                                                              | 2012 | –  | –  | –  | – | –  | –  | To co dobre                            |
| „Wielkie świąteczne całowanie” (gościnnie: Seweryn Krajewski)                   | 2012 | –  | –  | –  | – | –  | –  | Zimowe piosenki                        |
| „Na lata”                                                                       | 2014 | –  | –  | 26 | – | 3  | –  | –                                      |
| „Kalejdoskop szczęścia                                                          | 2015 | –  | 37 | 31 | 7 | –  | –  | Kalejdoskop                            |
| „O sobie samym”                                                                 | 2015 | –  | –  | –  | – | –  | –  | Kalejdoskop                            |
| „Trzymaj się”                                                                   | 2015 | –  | –  | –  | – | –  | –  | Kalejdoskop                            |
| „Zanim zrozumiesz”                                                              | 2015 | –  | –  | –  | – | –  | –  | Kalejdoskop                            |
| „My (o mnie, o tobie, o nas)”                                                   | 2017 | 25 | 43 | 42 | – | 3  | –  | O mnie, o tobie, o nas                 |
| „Wszystko dobrze”                                                               | 2017 | 9  | 52 | 36 | 1 | 1  | –  | O mnie, o tobie, o nas                 |
| „God Pride”                                                                     | 2018 | –  | –  | –  | – | –  | –  | O mnie, o tobie, o nas                 |
| „Twój największy skarb”                                                         | 2018 | –  | –  | –  | – | –  | –  | O mnie, o tobie, o nas                 |
| „Cokolwiek potem”                                                               | 2018 | –  | –  | –  | – | 5  | –  | O mnie, o tobie, o nas                 |
| „Czekając na sobotę”                                                            | 2018 | 59 | –  | –  | – | 1  | –  | 25+                                    |
| „Słowa”                                                                         | 2019 | –  | –  | –  | – | 3  | –  | 25+                                    |
| „Jutro”                                                                         | 2020 | –  | –  | –  | – | –  | –  | –                                      |
| „Przeczytaj mnie” (gościnnie: Grzegorz Skawiński)                               | 2020 | –  | –  | –  | – | –  | –  | 50/50                                  |
| „Przedostatni”                                                                  | 2021 | –  | –  | –  | – | 1  | –  | 50/50                                  |
| „Miłość”                                                                        | 2021 | –  | –  | –  | – | –  | –  | 50/50                                  |
| „50/50” (gościnnie: Kuba Badach)                                                | 2021 | –  | –  | –  | – | –  | –  | 50/50                                  |
| „Wizje”                                                                         | 2022 | –  | –  | –  | – | –  | –  | 50/50                                  |
| „Ania”                                                                          | 2022 | –  | –  | –  | – | –  | –  | –                                      |
| „Zanim Święta”                                                                  | 2023 | –  | –  | –  | – | –  | –  | Jeszcze zanim święta                   |
| „–” singel nie był notowany.                                                    |      |    |    |    |   |    |    |                                        |

#### Gościnnie
| Robert Chojnacki – „Budzikom śmierć” (gościnnie: Andrzej Piaseczny)              | 1995 | 3  | 3  | 2  | – | –  | Sax & Sex                     |
| Robert Chojnacki – „Niecierpliwi” (gościnnie: Andrzej Piaseczny)                 | 1995 | 1  | 1  | 1  | – | –  | Sax & Sex                     |
| Robert Chojnacki – „Prawie do nieba” (gościnnie: Andrzej Piaseczny)              | 1996 | 5  | 10 | 1  | – | –  | Sax & Sex                     |
| Robert Chojnacki – „Wielka strata” (gościnnie: Andrzej Piaseczny)                | 1996 | –  | 32 | 12 | – | –  | Sax & Sex                     |
| Krzysztof Krawczyk – „Przytul mnie życie” (gościnnie: Andrzej Piaseczny)         | 2004 | –  | –  | –  | 2 | 11 | To, co w życiu ważne          |
| Robert Chojnacki – „Będziesz znów” (gościnnie: Andrzej Piaseczny)                | 2006 | 28 | –  | –  | – | –  | Saxophonic                    |
| Seweryn Krajewski – „Dym” (gościnnie: Piotr Cugowski i Andrzej Piaseczny)        | 2011 | 25 | –  | –  | – | –  | Jak tam jest                  |
| Anna Jurksztowicz – „Kochanie, ja nie wiem” (gościnnie: Andrzej Piaseczny)       | 2020 | –  | –  | –  | – | –  | Jestem taka sama              |
| Matt Dusk – „That’s Life / Żyć tak” (gościnnie: Kuba Badach i Andrzej Piaseczny) | 2021 | –  | –  | –  | – | –  | Sinatra with Matt Dusk vol. 2 |
| „–” singel nie był notowany.                                                     |      |    |    |    |   |    |                               |

### Inne albumy
| Album                                     | Rok  | Sprzedaż | Uwagi                                                                               | Źródło |
| ----------------------------------------- | ---- | -------- | ----------------------------------------------------------------------------------- | ------ |
| Mafia – Mafia                             | 1993 |          | członek zespołu                                                                     | [ 47 ] |
| Mafia – Gabinety                          | 1995 | 200 tys. | członek zespołu                                                                     | [ 49 ] |
| Robert Chojnacki – Sax & Sex              | 1995 | 1,5 mln  | gościnnie śpiew, autor większości tekstów                                           | [ 51 ] |
| Robert Chojnacki – Sax & Dance            | 1996 |          | gościnnie śpiew                                                                     | [ 52 ] |
| Mafia – FM                                | 1996 | 300 tys. | członek zespołu                                                                     | [ 54 ] |
| K.A.S.A. – Prezes kuli ziemskiej          | 1997 |          | gościnnie śpiew w utworze „Być tu i teraz”                                          | [ 55 ] |
| Automatik – Cosmoson5                     | 1999 |          | gościnnie śpiew w utworze „Jestem”                                                  | [ 56 ] |
| Krzysztof Krawczyk – To, co w życiu ważne | 2004 |          | gościnnie śpiew w utworze „Przytul mnie życie”                                      | [ 45 ] |
| Andrzej Piaseczny – Kolędy                | 2005 | 220 tys. | Jako dodatek do gazety                                                              | [ 57 ] |
| Robert Chojnacki – Saxophonic             | 2006 |          | gościnnie śpiew w utworach „Kiedy jestem...”, „Będziesz znów...” i „Polskie twarze” | [ 58 ] |
| Grzegorz Turnau – Do zobaczenia           | 2009 |          | gościnnie śpiew w utworze „Co będzie kiedy ręce odpadną od wierszy”                 | [ 59 ] |
| Śniadanie do łóżka (ścieżka dźwiękowa)    | 2010 |          | śpiew w utworze „Śniadanie do łóżka”                                                | [ 60 ] |
| Seweryn Krajewski – Jak tam jest          | 2011 | 30 tys.  | słowa, śpiew w utworze „Dym”                                                        | [ 61 ] |

## Teledyski
| Tytuł                                                         | Rok  | Reżyseria                                     | Album                  |
| ------------------------------------------------------------- | ---- | --------------------------------------------- | ---------------------- |
| Mafia – „Antyarmia”                                           |      |                                               | Mafia                  |
| Mafia – „Idę”                                                 |      |                                               | Mafia                  |
| Mafia – „Jestem będę”                                         |      |                                               | Mafia                  |
| Mafia – „Krótka piosenka o miłości”                           |      |                                               | Mafia                  |
| Mafia – „Noce Całe”                                           | 1995 | Marek Kościkiewicz, Jarosław Żamojda          | Gabinety               |
| Mafia – „Ja (moja twarz)”                                     | 1995 | Mariusz Palej, Borys Lankosz, Marcin Paczesny | Gabinety               |
| Robert Chojnacki/Andrzej Piaseczny – „Budzikom śmierć”        | 1995 |                                               | Sax & Sex              |
| Robert Chojnacki/Andrzej Piaseczny – „Prawie do nieba”        | 1995 |                                               | Sax & Sex              |
| Robert Chojnacki/Andrzej Piaseczny – „Niecierpliwi”           | 1996 | Magda Kunicka, Yach Paszkiewicz               | Sax & Sex              |
| Mafia – „Imię deszczu”                                        | 1996 | Krzysztof Pawłowski                           | FM                     |
| Mafia – „W świetle dnia”                                      | 1996 |                                               | FM                     |
| Mafia – „Noc za ścianą”                                       | 1996 |                                               | FM                     |
| Mafia – „Wolność w nas”                                       | 1997 |                                               |                        |
| K.A.S.A – „Być tu i teraz”                                    | 1997 |                                               | Prezes kuli ziemskiej  |
| „Jeszcze Bliżej (remix)”                                      | 1998 | Marcin Fedisz, Marek Lamprecht                | Piasek                 |
| „Mocniej”                                                     | 1998 |                                               | Piasek                 |
| Różni artyści – „Podaj mi swoją dłoń”                         | 1998 |                                               |                        |
| Andrzej Piaseczny i Natalia Kukulska – „Jesteś blisko mnie”   | 1998 |                                               |                        |
| „Znam drogę swą”                                              | 1998 |                                               |                        |
| Różni artyści – „Z kopyta kulig rwie”                         | 1999 |                                               |                        |
| „Kochać Masz”                                                 | 1999 | Piotr Rzepiński                               | –                      |
| „Miłość podglądaczy”                                          | 2000 |                                               | Popers                 |
| „Pół mnie Ciebie pół”                                         | 2000 |                                               | Popers                 |
| „2 Long”                                                      | 2001 | Piotr Rzepiński                               | –                      |
| Różni artyści – „Oj kot”                                      | 2002 |                                               |                        |
| „Szczęście jest blisko”                                       | 2003 | Joanna Rechnio                                | Andrzej Piaseczny      |
| „Wszystko trzeba przeżyć”                                     | 2003 |                                               | Andrzej Piaseczny      |
| „Jedna na milion”                                             | 2003 |                                               | Andrzej Piaseczny      |
| „Jednym Tchem”                                                | 2005 | Anna Maliszewska                              | Jednym tchem           |
| „Z głębi duszy”                                               | 2005 | Marta Pruska                                  | Jednym tchem           |
| „...i jeszcze”                                                | 2006 | Mikołaj Górecki                               | Jednym tchem           |
| Robert Chojnacki/Andrzej Piaseczny – „Będziesz znów”          | 2006 |                                               | Saxophonic             |
| „Komu potrzebny żal”                                          | 2008 | –                                             | 15 dni                 |
| „Chodź, przytul, przebacz”                                    | 2009 | –                                             | Spis rzeczy ulubionych |
| „Gdybym nie zdążył”                                           | 2010 | Joanna Rechnio                                | Spis rzeczy ulubionych |
| „Śniadanie do łóżka”                                          | 2010 | –                                             | Śniadanie do łóżka     |
| „To co dobre, to co lepsze”                                   | 2011 | Dariusz Szermanowicz                          | To co dobre            |
| „Wiatr w skrzydła”                                            | 2012 | Dariusz Szermanowicz                          | To co dobre            |
| „Wielkie świąteczne całowanie”                                | 2012 | –                                             | Zimowe piosenki        |
| Różni artyści – „Otwórzmy serca”                              | 2014 |                                               |                        |
| „Na lata”                                                     | 2014 |                                               |                        |
| „Kalejdoskop szczęścia”                                       | 2015 | Dariusz Szermanowicz                          | Kalejdoskop            |
| „Wszystko trzeba przeżyć”                                     | 2015 |                                               | Kalejdoskop            |
| „My (o mnie, o tobie, o nas)”                                 | 2017 | Mariusz Mrotek                                | O mnie, o tobie, o nas |
| „Wszystko dobrze”                                             | 2017 | Dariusz Szermanowicz                          | O mnie, o tobie, o nas |
| „Twój największy skarb”                                       | 2018 | Michał Braum                                  | O mnie, o tobie, o nas |
| „Czekając na sobotę”                                          | 2018 | Jacek Kaczyński                               | 25+                    |
| Anna Jurksztowicz/Andrzej Piaseczny – „Kochanie, ja nie wiem” | 2020 | Sisi Cecylia                                  | Jestem taka sama       |
| „Miłość”                                                      | 2021 | Helena Ganjalyan, Bartosz Szpak               | 50/50                  |
| „50/50”                                                       | 2021 | Liubov Gorobiuk                               | 50/50                  |
| „Wizje”                                                       | 2022 | Oskar Szramka                                 | 50/50                  |
| „Ania”                                                        | 2022 | Michał Bandurski                              |                        |